# Per Wirtén
Per Gustav Wirtén, född 19 juni 1958 i Kortedala församling, Göteborgs och Bohus län, är en svensk journalist och författare. Han är brorson till Rolf Wirtén.

## Biografi
Per Wirtén arbetade åren 1983 till 1985 i musiktidningen  Schlager och blev därefter frilansande skribent. 1993 grundade han tillsammans med Håkan A. Bengtsson tidskriften Arena, där han senare var chefredaktör till januari 2010. Han är medarbetare i Sydsvenskan och Expressen och har skrivit flera böcker om sociala och politiska frågor, där han kritiserat de svenska politiska partierna och analyserat samtidsfenomen. Han har också givit ut böcker om Mellanöstern ur ett palestinskt perspektiv.
2018 tilldelades han Lotten von Kræmers pris och Gerard Bonniers essäpris.